# Tui (Pontevedra)
Tui (Spaans: Tuy, uitgesproken als "Toei") is een gemeente in de Spaanse provincie Pontevedra in de regio Galicië met een oppervlakte van 68 km². Tui telt 16.966 inwoners (1 januari 2016). Tui is de hoofdstad van de comarca El Bajo Miño.
Tui ligt aan de hoofdspoorlijn naar Vigo en aan de rivier Miño, die daar de grens met Portugal vormt. Er is een brug naar het Portugese Valença, aan de overkant van de rivier.

## Demografische ontwikkeling
Bron: INE; 1857-2011: volkstellingen
Agolada · Arbo · Baiona · Barro · Bueu · Caldas de Reis · Cambados · Campo Lameiro · Cangas · A Cañiza · Catoira · Cerdedo-Cotobade · Covelo · Crecente · Cuntis · Dozón · A Estrada · Forcarei · Fornelos de Montes · Gondomar · O Grove · A Guarda · A Illa de Arousa · Lalín · A Lama · Marín · Meaño · Meis · Moaña · Mondariz · Mondariz-Balneario · Moraña · Mos · As Neves · Nigrán · Oia · Pazos de Borbén · Poio · Ponte Caldelas · Ponteareas · Pontecesures · Pontevedra · O Porriño · Portas · Redondela · Ribadumia · Rodeiro · O Rosal · Salceda de Caselas · Salvaterra de Miño · Sanxenxo · Silleda · Soutomaior · Tomiño · Tui · Valga · Vigo · Vila de Cruces · Vilaboa · Vilagarcía de Arousa · Vilanova de Arousa